# Jacques de Chavigny
Jacques de Chavigny (* 7. Januar 1880; † 4. Mai 1963) war ein französischer Ornithologe bzw. Oologe.

## Leben und Wirken

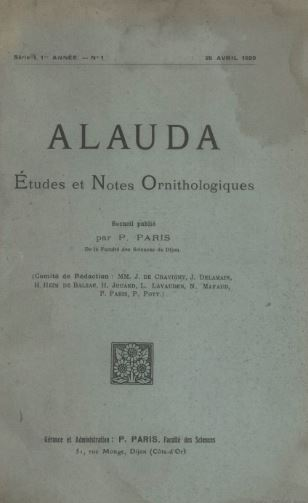
Titelblatt der ersten Ausgabe von Alauda

Jacques de Chavigny sah sich selbst eher als Hobbyornithologe und weniger als Forscher. Trotzdem hatte er nach dem Ersten Weltkrieg wesentlichen Anteil an der Wiederbelebung von Studien zur Avifauna Frankreichs und Nordafrikas.
Schon in frühester Jugend interessierte er sich für Vögel und vor allem für ihre Nester und Eier, die er schließlich zu sammeln begann. Auch wenn er vorwiegend für eine Versicherung namens Métropole-Incendie arbeitete, deren Geschäftsführer er 1936 wurde, war seine naturwissenschaftliche Neugier immer präsent. Er besuchte einen medizinischen Vorbereitungsunterricht und begab sich einige Zeit nach Tunesien, um sich dort der Landwirtschaft zu widmen. Durch seine hervorragenden recherchierten Studien bekam er einen Fuß in die Naturwissenschaften und erarbeitete sich unter Kollegen einen ausgezeichneten Ruf. Auch wenn er die Ornithologie und insbesondere die Oologie nur als Hobby betrachtete, arbeitete er in seinen Publikationen äußerst akribisch und gewissenhaft. Seine oologische Sammlung war sorgfältig und anspruchsvoll zusammengestellt. De Chavigny spezialisierte sich dabei auf die westliche Paläarktis.
Falls er Eier von Händlern erstand für die es keine Nachweisdokumente gab, wandte er sich zur Verifizierung an französische und ausländische Experten, um diese zweifelsfrei zu identifizieren.
Sein Aufenthalt in Tunesien führte dazu, dass er ein lebenslanges Interesse an Dingen aus Nordafrika entwickelte. So sammelte er wertvolles Material aus der Region und es gelang ihm einflussreiche Forstwirtschaftler und Verwaltungsangestellte für seine Zwecke zu gewinnen. Seine gesammelten Materialien und Berichte waren für die Wissenschaft von unvergleichlichem Wert. Dank ihm konnte Henri Heim de Balsac (1899–1979) eine Reihe von Publikationen zu den Reproduktionszyklen in Nordafrika veröffentlichen. Seine bemerkenswerte Sammlung an Dokumenten wurde schließlich auch für Les oiseaux du Nord-Ouest de L'Afrique: distribution géographique, écologie, migrations, reproduction von Heim de Balsac und Noël Mayaud (1899–1989) verwendet.
Als Paul Paris (1875–1938) im Jahr 1929 Alauda, eine ornithologische Fachzeitschrift, gründete, waren es Paul Poty (1889–1962), Jacques Delamain (1874–1953), Adrien Joseph Louis Lavauden (1881–1935), Noël Mayaud, Henri Heim de Balsac, Henri Louis Ernest Jouard (1896–1938), de Chavigny und Paris, die in der Redaktion saßen. Bei der Gründung der Sociéte d'études ornithologique am 25. März 1933 war de Chavigny eines der Gründungsmitglieder. Damals lebte er in der La Varenne-Saint-Hilaire in der 15, allée Saint-Léonard.

## Schriften (Auswahl)
- mit Louis Lavauden: Notes sur la Pintade sauvage du Maroc (Numida sabyi Hart.). In: Revue française d'ornithologie. Band 8, 1923, S. 113–121.
- La Héronniére de Plancy. In: Revue française d'ornithologie. Band 9, Nr. 198, 1925, S. 215–220 (bibliotheques.mnhn.fr).
- Études sur la Parasitisme chez les Coucous (Übersetzung und Resümee zu A Study on Parasitism in the Cuckoos von Francis Charles Robert Jourdain). In: Revue française d'ornithologie (= 2). Band 10, Nr. 201, 1926, S. 20–37 (bibliotheques.mnhn.fr).
- Note sur Choriotis arabs (Linné) au Maroc. In: Revue française d'ornithologie (= 2). Band 10, Nr. 202, 1926, S. 88–92 (bibliotheques.mnhn.fr).
- Le pitchou (Sylvia undata subsp. ?) dans le Département de la Vienne. In: Revue française d'ornithologie (= 2). Band 10, Nr. 205, 1926, S. 201–207 (bibliotheques.mnhn.fr).
- Quelques nouveaux renseignements sur les colonies d'Ardea cinerea cinerea (Lin) en France. In: Revue française d'ornithologie (= 2). Band 10, Nr. 205, 1926, S. 227–229 (bibliotheques.mnhn.fr).
- Nidification en Touraine du Circaète Jean-le-Blanc. In: Revue française d'ornithologie (= 2). Band 10, Nr. 205, 1926, S. 230–231 (bibliotheques.mnhn.fr).
- Un cas de défense le Parasitisme du Coucou. In: Revue française d'ornithologie (= 2). Band 10, Nr. 205, 1926, S. 232 (bibliotheques.mnhn.fr).
- A la Défense des Oologistes. In: Revue française d'ornithologie (= 2). Band 11, 21t, 1927, S. 202–206 (bibliotheques.mnhn.fr).
- Deux nouveaux cas de ponte de Cuculus canorus L., dans le nid de Lanius excubitor L. In: Alauda. Band 2, Nr. 5-6, 1930, S. 342–346 (bibliotheques.mnhn.fr).
- Quelques observations oologiques en 1930. In: Alauda. Band 2, Nr. 5-6, 1930, S. 365–366 (bibliotheques.mnhn.fr).
- A propos l'article de Jourdain: Our present knowledge of the breeding biology of birds. In: Alauda. Band 3, Nr. 2, 1931, S. 226–229 (bibliotheques.mnhn.fr).
- Rhamphocorys Clot-bex (Bp.) en Syrie? In: Alauda. Band 3, Nr. 2, 1931, S. 314–315 (bibliotheques.mnhn.fr).
- Notes observations oologiques en 1931. In: Alauda. Band 3, Nr. 4, 1931, S. 588–590 (bibliotheques.mnhn.fr).
- mit Noël Mayaud: Sur l'avifaune de Açores Généralités et ètude contributive. In: Alauda (= 2). Band 4, Nr. 2, 1932, S. 133–155 (bibliotheques.mnhn.fr).
- mit Noël Mayaud: Sur l'avifaune de Açores Généralités et ètude contributive. In: Alauda (= 2). Band 4, Nr. 3, 1932, S. 304–348 (bibliotheques.mnhn.fr).
- mit Noël Mayaud: Sur l'avifaune de Açores Généralités et ètude contributive. In: Alauda (= 2). Band 4, Nr. 4, 1932, S. 416–441 (bibliotheques.mnhn.fr).
- Remarques sur la nidification de la Bouscarle cetti dans l'ouest de la France. In: Alauda (= 3). Band 6, Nr. 3, 1934, S. 355–365 (bibliotheques.mnhn.fr).
- Encore le Coucou. In: Alauda (= 3). Band 6, Nr. 3, 1934, S. 399–400 (bibliotheques.mnhn.fr).
- Autour du Coucou Cucuclus canorus canorus Linné. In: Alauda (= 3). Band 6, Nr. 4, 1934, S. 502–511 (bibliotheques.mnhn.fr).
- Sur les époques de ponte. In: Alauda (= 3). Band 7, Nr. 2, 1935, S. 149–150 (bibliotheques.mnhn.fr).
- Ponte précoce du Coucou Cucuclus canorus canorus L. In: Alauda (= 3). Band 9, Nr. 3-4, 1937, S. 366 (bibliotheques.mnhn.fr).
- mit Raymond le Dû: Note sur l'adaptation des oeufs du Coucou de l'Afrique du Nord Cuculus Canorus bangsi Oberholser, suivie de quelques observations biologiques. In: Alauda (= 3). Band 10, Nr. 1-2, 1938, S. 91–115 (bibliotheques.mnhn.fr).